# Xi Zezong
Xi Zezong (席泽宗S, Xí ZézōngP; Yuanqu, 6 giugno 1927 – Pechino, 27 dicembre 2008) è stato un astronomo cinese.
Viene ricordato soprattutto per aver scoperto che il satellite gioviano Ganimede è stato osservato dall'antico astronomo cinese Gan De prima della scoperta ufficiale da parte degli studiosi occidentali; è membro della Chinese Academy of Sciences e ha ricevuto premi per la sua carriera astronomica.

## Carriera
Xi si è laureato al Dipartimento di Astronomia della Zhongshan University a Zhongshan e ha iniziato la sua carriera nella Chinese Academy of Sciences, in cui ha speso gran parte della sua vita come docente; ha condotto ricerche e supervisionato il lavoro degli studenti dal 1981 nel suo Institute for History of Natural Science, di cui ne è stato il direttore dal 1983 al 1988. Il suo studio più importante è stato quello sulle supernovae storiche, creando sette criteri per distinguere le novae e due per distinguerle dalle supernovae. Ha studiato le novae osservate e riportate negli annali cinesi, coreani e giapponesi, riscrivendoli in un nuovo catalogo moderno nel 1955, analizzando la loro importanza nella radioastronomia; il suo lavoro è stato ristampato nel 1965 ed è considerato a livello internazionale un'opera di riferimento.
Xu è stato presidente della Società cinese di Storia della Scienza e Tecnologia, è stato un consigliere del Centro di ricerche sulle antiche civiltà ed è stato affiliato come professore presso molte delle migliori università cinesi.
Gli è stato dedicato un asteroide, 85472 Xizezong .